# ジャスタス・ソーナー
ジャスタス・ソーナー（Justus Thorner、1848年3月2日 - 1928年10月10日）は、19世紀のアメリカ・メジャーリーグの球団オーナー。現在のシンシナティ・レッズの設立者、及び初代オーナーにあたる人物である。

## 経歴・人物
ナショナルリーグが設立された1876年頃、ソーナーはオハイオ州シンシナティで「シンシナティ・スター・ベースボール・アソシエーション」というセミプロの野球組織の代表をつとめていた。ナショナルリーグには設立当初からシンシナティ・レッズ（現チームとは異なる）が加盟していたが、戦績は芳しくなく苦しい経営が続き、チームは1879年シーズンの後、一度ナショナルリーグからの脱退を申請した。ソーナーは、当時10,000ドル以上の負債を抱えていたチームを買い取り、同年リーグへの復帰を申請する。同年12月に申請は認められ、レッズは1880年もナショナルリーグに残ることになった。
ソーナーはダウンタウンから遠いアベニュー・グラウンズから、より距離の近いバンク・ストリート・グラウンズにレッズの本拠地を移すなど収入の確保に奔走したが、チームの状態は良くならず、シーズン終盤にはチームの内紛からチームの代表を降りることになる。結局前述のレッズは、同年ナショナルリーグ規則（酒類の販売禁止や日曜日に球場を使用しないなど）に従わなかったことで除名処分となり破綻するが、ナショナルリーグのやり方に同調できなかったソーナーは、翌1881年のシンシナティでの会合で、新しい野球リーグ「アメリカン・アソシエーション」の設立に協力し、自らもシンシナティに「レッドストッキングス」を設立しなおしてリーグに加わった。
レッドストッキングスは1882年にアメリカン・アソシエーション最初のシーズンでリーグ優勝するなど、リーグの強豪チームとなったが、ソーナーはさらに1884年のユニオン・アソシエーション創設の際にも、シンシナティ・アウトロー・レッズを結成してリーグに参加した。ソーナーはそれまでレッドストッキングスが使っていたバンク・ストリート・グラウンズの借用権をアウトロー・レッズにもたらし、球場を追い出された格好になったレッドストッキングスは、あわてて新しい球場を建設することになってしまった。この年アウトロー・レッズはリーグ2位の成績を残したが、ユニオン・アソシエーションの運営が危うくなっていることが明らかになると、ソーナーは共同経営者だったジョン・マクリーンとともに、アウトロー・レッズのナショナルリーグ編入を画策する。入れ替わりのターゲットとなったのは、1884年のナショナルリーグで惨敗したデトロイト・ウルバリンズで、ウルバリンズはかつて1880年に最初のレッズが破綻した際に、レッズのフランチャイズ権を買い取って設立されたチームでもあった。
しかしこの入れ替わりの計画は、ウルバリンズのオーナー交代と増資によって破綻し、結局アウトロー・レッズは消滅に至る。その後レッドストッキングスの1890年シーズンからのナショナルリーグ参入が実現し、ソーナーは同年シーズン終了後、球団をジョン・T・ブラッシュに売却してレッズの経営から退いた。